# 遠藤基信
遠藤 基信（えんどう もとのぶ、天文元年（1532年） - 天正13年10月21日（1585年12月12日））は、戦国時代から安土桃山時代の武将。陸奥国の伊達氏の家臣。不入斎と号す。子に遠藤宗信がいる。

## 事蹟
『伊達世臣家譜』によれば、基信は陸奥国信夫郡（現在の福島市）八丁目城下西光寺の住職の子であるという。
若いころは諸国を巡り、その後米沢を訪れ、伊達家に仕えたという。はじめは伊達晴宗の権臣である中野宗時の家来であったが、後に宗時が伊達輝宗に謀反を起こしたとき、宗時の謀反を直前に密告したことを輝宗に賞されて、輝宗配下の宿老として取り立てられたという。このとき、1,500石の所領を与えられている。
基信は外交手腕に優れており、織田信長・徳川家康・北条氏照・柴田勝家・田村清顕らと頻繁に書状を取り交わして交渉を行ったりしている。信長と積極的に交誼するよう輝宗に進言したのは基信であり、輝宗は信長へ鷹や馬などの奥羽の特産を頻繁に贈っている。これらのことより、基信は輝宗政権時の伊達氏のなかでは家臣団を代表する立場であったといえる。
また、公家で武家伝奏を務めた飛鳥井雅敦と連歌のやり取りをしており、基信が中野宗時の立場を引き継いだこと（以前は飛鳥井家との交流は宗信が担当していた）や基信の教養が京都や諸大名と伊達氏との外交における人脈作りにも役立ったことが推測できる。
また、後に伊達政宗の軍師となったことで有名な片倉景綱を若年のうちに見い出し、小姓に推挙した。政宗の回想によると基信は才知あふれる人物で、翌年のことを予見させても「十に八ツは外れぬ」先見性をもっていたという。
天正12年（1584年）10月に輝宗が政宗に家督を譲って隠居をすると、翌天正13年（1585年）8月には基信も隠居をする。ところが、同年10月8日、輝宗は、政宗のやり方に遺恨を抱いた二本松義継により拉致されて、政宗の部隊に義継もろとも銃撃されて非業の死を遂げた。基信は輝宗の忌日（二七日）の10月21日に輝宗の墓前で自刃し、殉死した。享年54。
墓は山形県高畠町夏刈・資福寺跡にあり、主君の輝宗の墓の隣に建てられている。
家督は嫡男の宗信が継いだが早世し、その弟の玄信が継いだ。後に玄信は栗原郡川口村滝野（宮城県栗原市一迫川口滝野）に所領を与えられ、幕末まで続いた。
平成25年（2013年）5月に行われた山形県米沢市にある「延徳寺遺跡」の発掘調査により、同市教育委員会は「同遺跡から伊達氏上級家臣の屋敷跡とみられる遺構が見つかり、出土品などから遠藤基信の館跡の可能性がある」と発表した。発掘調査結果は2014年に 米沢市埋蔵文化財調査報告書;第104集 延徳寺遺跡発掘調査報告書 としてまとめられ、その後も文献などの追跡調査が行われている。

## 登場作品
- 『独眼竜政宗』（1987年NHK大河ドラマ、演：神山繁）